# Самалас

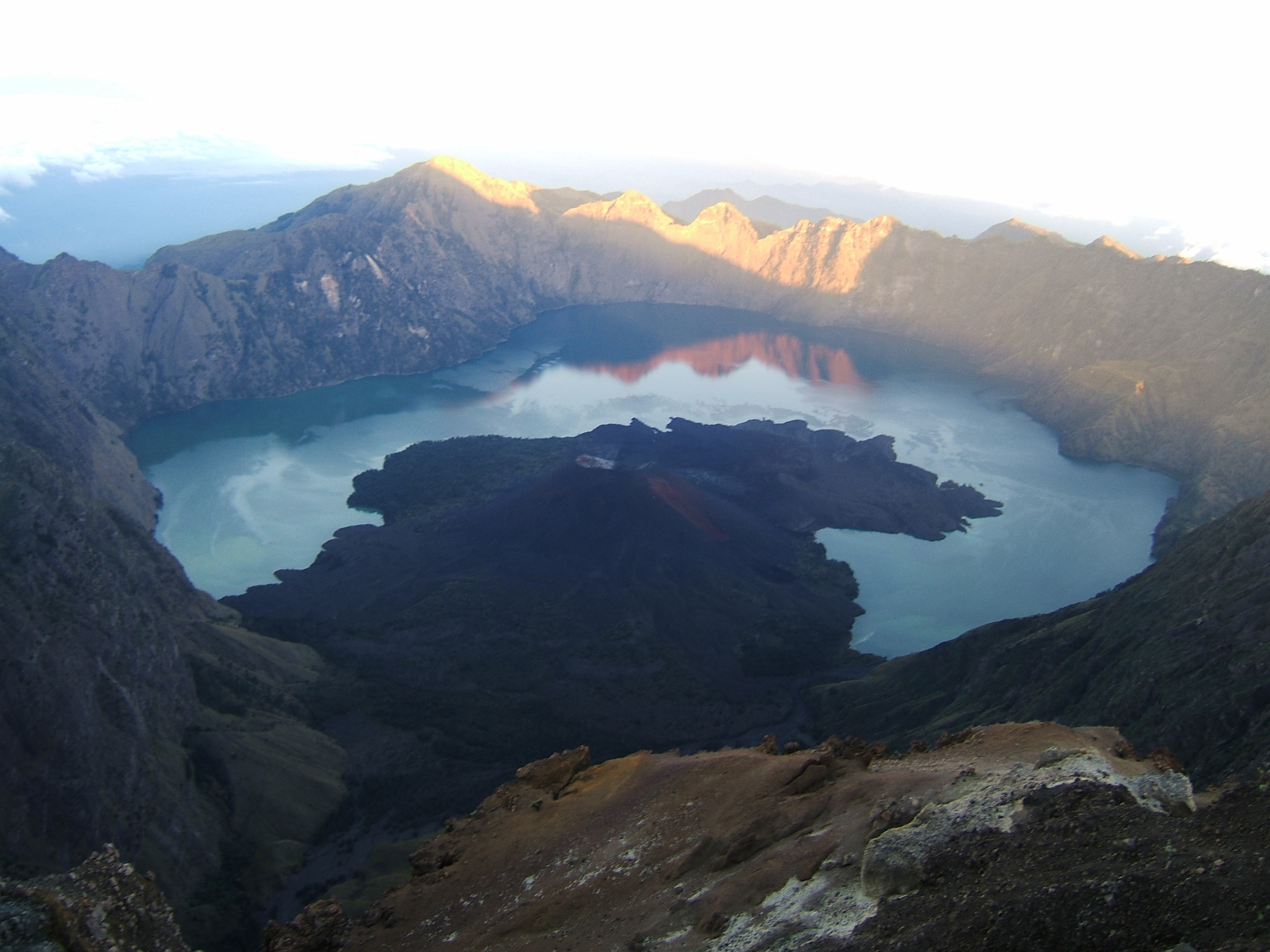
Вулканічний кратер «Сегара Анак» на вершині Ринджані

Самалас — вулкан на острові Ломбок, що входить в комплекс Ринджані, в індонезійській провінції Західна Південно-Східна Нуса. Останнє виверження було в 1257 році. Це виверження за деякими оцінками серйозно вплинуло (за іншими даними — тільки обтяжило вже існуючу ситуацію) на клімат на всієї Землі в 1257 і 1258 році. Воно вважається одним з найбільших за останні 7000 років. За викидами попелу він у вісім разів перевершив Кракатау (1883 рік) і вдвічі Тамбора (1815 рік). Нині від вулкана залишилося тільки озеро кратера, що становить завширшки 6,5 кілометра, глибиною 800 метрів.